# 北江区
北江区是中国广东省韶关市已撤消的一个市辖区。
撤并前，北江区南起浈江、武江汇合处，北至黄岗镇，东西以河为界，辖南门、和平、太平三个街道办事处和五里亭、十里亭、黄岗三镇，共有36个居委会、总人口约17万人。
2004年5月29日，中国国务院批准韶关市对部分行政区划进行调整，撤消韶关市北江区和曲江县，将北江区全境及原曲江县的花坪镇、犁市镇并入浈江区管辖。
1. ↑  . 中国政府网. 2004-05-29  [2025-04-15] （中文）.